# Kwangdžu
Kwangdžu (korejsky: 광주; 光州) je město v Jižní Koreji, šesté největší podle počtu obyvatel. Leží v provincii Jižní Čolla, ale není její součástí, má statut metropolitního města. 
Kwangdžu bylo hlavním městem provincie Jižní Čolla do roku 2005, kdy se provinční úřad přestěhoval do jižní vesnice Namak v okrese Muan, Kwangdžu se tak od provincie osamostatnilo a byl mu udělen statut metropolitního města.
Název města je složen ze slov kwang (korejsky: 광; handža: 光) znamenající "světlo" a džu (korejsky: 주; handža: 州), což znamená "provincie".

## Historie
Město bylo založeno roku 57 před naším letopočtem, jakožto jedno z administrativních center Pekče během období Tří království.
V době okupace Koreje Japonskem bylo město známé pod jménem Kōshū. V roce 1929 konflikt mezi korejskými a japonskými studenty vyústil v "Studentské hnutí za nezávislost Kwangdžu", regionální demonstraci, jenž je považována za druhé nejdůležitější korejské hnutí za nezávislost v období nadvlády Japonského císařství.
Moderní průmysl v Kwangdžu úzce souvisí s výstavbou železnice do Soulu. Na trhu našly největší uplatnění bavlněné textilie, mlýny na rýži a pivovary. Po roce 1967 byl podporován vývoj zejména v automobilovém průmyslu.
V květnu 1980 se v Kwangdžu uskutečnily demonstrace proti Čon Du-hwanovi, vůdci vojenského povstání z 12. prosince 1979, a jeho nařízením. Demonstrace byly násilně potlačeny vojenskými silami, což vyvolalo silné nepokoje z řad občanů, jimž se podařilo zmocnit se zbraní a obsadit celé město. Situace, jenž se ve městě odehrávala od 18. do 27. května 1980 je známá jako povstání v Kwangdžu. Incident měl za následek stovky mrtvých, avšak o přesných číslech obětí se stále vedou spory. Poté co byla v roce 1987 obnovena civilní vláda, byl na počest obětí incidentu postaven národní hřbitov. Události v Kwangdžu se staly významným symbolem boje proti autoritářským režimům.
Roku 1986 se Kwangdžu oddělilo od provincie Jižní Čolla a stalo se přímo spravovaným městem (čikhalsi, korejsky: 직할시), následně v roce 1995 dostalo statut metropolitního města (kwangjǒksi, korejsky: 광역시).
Kwangdžu pořádalo mnoho sportovních akcí, např. Mistrovství světa ve fotbale 2002, Letní univerziádu 2015 nebo Mistrovství světa v plaveckých sportech 2019.

## Podnebí
Pro město je typické chladnější vlhké subtropické podnebí se čtyřmi ročními obdobími a pravidelnými srážkami, především v období východoasijských monzunů v letních měsících.
Zimy jsou zde mírnější než v Soulu či jiných severněji položených oblastech, kvůli poloze města na jihozápadě Korejského poloostrova. Léta jsou horká a vlhká s bohatým výskytem srážek, zejména v podobě bouřek. Díky své zeměpisné poloze patří Kwangdžu v letních měsících k nejteplejším městům v Koreji.

## Doprava
Přes Kwangdžu vede železniční trať Tedžon – Mokpcho a vysokorychlostní trať Tedžon – Mokpcho. Přibližně jedenáct kilometrů jihozápadně od centra leží letiště Kwangdžu.

## Partnerská města
- San Antonio, Spojené státy americké (1982)
- Kanton, Čína (1996)
- Medan, Indonésie (1997)
- Sendai, Japonsko (2022)
- Jalta, Ukrajina (2011)
- Něvinnomyssk, Rusko (2011)
- Turín, Itálie